# Zeyheria montana
Zeyheria montana là một loài thực vật có hoa trong họ Chùm ớt. Loài này được Mart. miêu tả khoa học đầu tiên năm 1826.